# Aston Tirrold
Aston Tirrold – wieś w Anglii, w hrabstwie Oxfordshire, w dystrykcie South Oxfordshire. Leży 21 km na południe od Oksfordu i 75 km na zachód od Londynu. W 2001 miejscowość liczyła 372 mieszkańców.